# Cheiracanthium montanum
Cheiracanthium montanum is een spinnensoort uit de familie Cheiracanthiidae.
De wetenschappelijke naam van de soort werd in 1877 gepubliceerd door Ludwig Carl Christian Koch.